# اوبرآسباخ
شهر اوبرآسباخ (به آلمانی: Oberasbach) در ایالت بایرن در کشور آلمان واقع شده‌است.